# Bythaelurus
Bythaelurus es un género de elasmobranquios Carcharhiniformes de la familia Scyliorhinidae . 

## Especies
Incluye un total de 9 especies descritas:
- Bythaelurus alcockii (Garman, 1913) (pejegato arábigo)[2]
- Bythaelurus canescens (Günther, 1878) (pejegato oscuro)[3]
- Bythaelurus clevai (Séret, 1987)[4]
- Bythaelurus dawsoni (Springer, 1971)[5]
- Bythaelurus giddingsi McCosker, Long & Baldwin, 2012[6]
- Bythaelurus hispidus (Alcock, 1891)[7]
- Bythaelurus immaculatus (Chu & Meng, 1982) (pejegato immaculado)[8]
- Bythaelurus incanus Last & Stevens, 2008[9]
- Bythaelurus lutarius (Springer & D'Aubrey, 1972) (pejegato fanguero)[10]